# (24657) 1987 SP11
(24657) 1987 SP11 là một tiểu hành tinh vành đai chính. Nó được phát hiện bởi Henri Debehogne ở Đài thiên văn La Silla ở Chile ngày 17 tháng 9 năm 1987.